# Phryganopteryx nebulosa
Phryganopteryx nebulosa là một loài bướm đêm thuộc phân họ Arctiinae, họ Erebidae.